# Licario
Licario, przez greckie źródła określany jako Ikarios, żył w XIII wieku i był bizantyjskim dowódcą łacińskiego pochodzenia. Urodził się na Eubei w mieszanej rodzinie, był zatem tak zwanym Gasmouloi. Wszedł w konflikt z miejscowymi, łacińskimi triarchami i z tego powodu wstąpił na służbę do bizantyjskiego cesarza, Michałowa VIII Paleologa. W wyniku prowadzonych przez niego kampanii cesarstwu udało się odbić wiele wysp na morzu Egejskim z rąk łacinników. W zamian za zasługi cesarz nadał mu Eubeę i tytuły megas konostaulos oraz megas dux. Był pierwszym nie- Grekiem noszącym ten tytuł.

## Życiorys

### Początki
Licario urodził się w Karystos, należącej do triarchii Negroponte. Jego ojciec pochodził z Vicenzy a matka była Greczynką. Z racji pochodzenia, jego status społeczny nie był wysoki i nie mógł on liczyć na zrobienie kariery w ramach łacińskiej społeczności. Jak większość Gasmouloi, służył w wojsku. W czasie służby u jednego z triarchów, Giberto II z Werony, udało mu się zdobyć względy Felisy, siostry Giberto i wdowy po Narzoto dalle Carceri. Licario był bardzo ambitny i liczył na to że dzięki temu związkowi uda mu się zdobyć dla siebie jakieś władztwo. Kochankowie pobrali się, ale rodzina Felisy była przeciwna związkowi, prawdopodobnie z racji mieszanego pochodzenia Licario. Giberto II nie uznał tego małżeństwa i planował aresztować szwagra. Licario zbiegł wówczas do fortu Anemopylae, leżącego nieopodal Cavo d'Oro. Zgromadził wokół siebie grupę podobnych mu wygnańców i zaczął najeżdżać i grabić posiadłości łacińskich baronów.

### Bizancjum
W tym samym czasie, niedawno odrodzone Cesarstwo Bizantyjskie, rządzone przez Michała VIII Paleologa, zaczęło intensyfikować starania mające na celu odzyskanie Eubei. Wyspa ta była strategicznie ważna gdyż stanowiła bazę dla piratów atakujących posiadłości cesarstwa a ponadto bez jej zdobycia niemożliwa była rekonkwista południowej Grecji. W 1269 lub 1270 roku Bizantyjczycy odnieśli spory sukces- flota dowodzona przez Aleksego Dukasa Filantropenosa zdobyła jedną z najważniejszych twierdz na wyspie- Orei. Wydarzenie to było punktem zwrotnym w karierze Licario. Nadal znajdował się on w konflikcie z miejscowymi baronami, którzy nie chcieli nawet słyszeć o jakichkolwiek negocjacjach. Wiedząc że jego przeciwnicy mają przewagę i prędzej czy później uda im się opanować Anemoylae, Licario zaczął upatrywać swojej szansy w sojuszu z Bizancjum. Rozpoczął zatem negocjacje z Filantropenosem, który skontaktował go z samym cesarzem. Rozmowy zakończyły się porozumieniem w myśl którego Licario stawał się lennikiem Michała VIII a w zamian za to Grecy zaczęli wspierać go finansowo i militarnie. Licario zorganizował własną flotę korsarzy i zaczął najeżdżać łacińskie wyspy na Morzu Egejskim. Dowodził również oddziałami lądowymi Bizancjum. Dzięki jego znajomości miejscowych warunków i temu że posiadał sojuszników na Eubei, wojska bizantyjskie miały ułatwione zadanie w procesie odzyskiwania wyspy. Poza tym popierała ich również znaczna część miejscowych Greków.
W 1272 lub 1273 roku Licario stanął na czele wyprawy dzięki której cesarstwo zdobyło twierdze w Larmenie, La Cuppa, Klizurze i Manducho. Po serii porażek, triarchowie Negroponte zrozumieli, że sami nie są w stanie skutecznie obronić się przed Grekami i poprosili o pomoc księcia Achai Wilhelma II oraz Dreux'a de Beaumont, marszałka królestwa Sycylii. Villehardouin odzyskał La Cuppa ale de Beaumont został pokonany, a jego wojska rozbite, w związku z czym siły Karola Andegaweńskiego musiały ewakuować się z Eubei. Między 1273 a 1275 rokiem Licario brał udział w kampaniach przeciwko Turkom na terenie Azji Mniejszej, gdzie, jak donoszą źródła, również odnosił sukcesy.

### Dalsza działalność
W 1276 roku, po zwycięstwie nad łacinnikami w bitwie pod Demetrias, Bizancjum wznowiło ofensywę na Eubei. Licario zaatakował swoje rodzinne Karystos, które było stolicą południowej triarchii. Po kilkumiesięcznym oblężeniu miasto padło. Za ten sukces Michał VIII nagrodził go tytułem władcy całej Eubei oraz oddając mu za żonę kobietę z bardzo bogatego i wpływowego rodu greckiego. W praktyce jednak Licario nie kontrolował całej Eubei, musiał ją kawałek po kawałku odbijać z rąk łacińskich baronów. Do 1278 roku poza jego władzą znajdowało się jedynie Chalkis, wspólna stolica triarchii. Cesarz mianował go wówczas megas konostaulosem, czyli wysokim konstablem. Tytuł taki nosili naczelni dowódcy łacińskich najemników służących w bizantyjskiej armii. Po śmierci Filantropenosa, Licario otrzymał również tytuł megas doux, jako pierwszy nie-Grek w historii. Był także jednym z admirałów bizantyjskiej floty i prowadził ją do walki przeciwko łacińskim baronom którzy rządzili na wyspach morza Egejskiego. Udało mu się zdobyć Skopelos, które uchodziło za niemożliwe do opanowania ze względu na świetnie ufortyfikowaną twierdze. Licario wiedział jednak o problemach z aprowizacją i uderzył na wyspę w lecie 1277 roku, w momencie gdy borykała się ona z suszą i brakiem wody. Wobec braku zapasów obrońcy bardzo szybko skapitulowali. Filippo Ghisi, miejscowy władca, został odesłany jako jeniec do Konstantynopola. Wkrótce po tym sukcesie Licario zdobył Skiros, Skiatos i Amorgos. W następnych kampaniach opanował także Kithirę i Andikitirę oraz Kieę, Astipaleę i Santoryn. Po trzech latach walk podporządkował sobie również Limnos.
W 1279 lub 1280 roku Licario powrócił na Eubeę. Zebrał swoje siły w Orei i na ich czele ruszył na Chalkis. W skład jego wojsk wchodziło wówczas wielu najemników z Katalonii (jest to pierwszy raz kiedy źródła wspominają o Katalończykach w Grecji) oraz stronnicy Manfreda Sycylijskiego, którzy po jego klęsce i śmieci zbiegli na Wschód, nie chcąc podporządkować się władzy Karola Andegaweńskiego. Triarcha Giberto II i książę Aten, Jan I de la Roche przebywali wówczas w mieście i zdecydowali się na wydanie bitwy wojskom Licario. Wrogie armie spotkały się nieopodal wsi Vatonda, leżącej na północny wschód od Negroponte. Walki zakończyły się druzgocącą porażką łacinników. Jan de la Roche dostał się do niewoli a Giberto zginął (według relacji Sanudo) lub również odstał się do niewoli (według innych źródeł). Jeńcy zostali wysłani do Konstantynopola gdzie stanęli przed cesarzem. Kiedy już wydawało się, że Chalkis znajduje się na łasce Licario, miasto zostało uratowane przez siły Jakuba de la Roche, barona Argos i Nauplionu. Energiczny de la Roche zawarł sojusz z Rossim, weneckim baliwem Negroponte. Wobec zaciętego oporu obrońców i ryzyka ataku ze strony Jana I Angelosa, Licario wycofał się. Kontrolował całą wyspę, z wyjątkiem stolicy, Chalkis. Jego siedzibą była więc twierdza w Fillia. Bardzo często wyruszał na czele floty bizantyjskiej na kampanie skierowane przeciwko korsarzom lub łacińskim baronom. W toku tych kampanii udało mu się jeszcze zdobyć wyspy Sifnos i Serifos, poza tym jego flota nękała łacińskie posiadłości na Peloponezie. W 1280 roku źródła po raz ostatni wspominają o Licario. Prawdopodobnie zamieszkał w Konstantynopolu gdzie wkrótce potem zmarł.
Zdobyte przez niego tereny nie pozostały pod władzą bizantyjską zbyt długo. Cesarstwo zaczęło tracić je stopniowo zaraz po śmierci Licario na rzecz Wenecji i łacińskich baronów. W 1296 roku łacinnikom udało się odzyskać całą Eubeę. Niezależnie jednak od trwałości nabytków terytorialnych, Licario odegrał znaczną rolę w historii Bizancjum. Odnoszone przez niego zwycięstwa wzmocniły władzę i prestiż Michała VIII, zarówno wobec wrogów zewnętrznych jak i wobec wewnętrznej opozycji.